# Галеевка (Починковский район)
Галеевка — деревня в Починковском районе Смоленской области России. Входит в состав Васьковского сельского поселения. Население — 232 жителя (2013 год).
Расположена в центральной части области в 4 км к юго-востоку от Починка, в 0,5 км западнее автодороги А141 Орёл — Витебск. В 2 км северо-восточнее деревни расположена железнодорожная станция Васьково на линии Смоленск — Рославль.

## История
В годы Великой Отечественной войны деревня была оккупирована гитлеровскими войсками в июле 1941 года, освобождена в сентябре 1943 года.